# 卡拉克隆島
卡拉克隆島是印度尼西亞的島嶼，位於蘇拉威西島東北面，座標4°15′32″N 124°48′0″E / 4.25889°N 124.80000°E，面積846平方公里，是塔勞群島最大的島嶼，海岸線長度182.7公里，島上最高點海拔680米，居民以種植椰子、蘇鐵和肉荳蔻和捕魚為生。岛上主要城镇有位于其西南角的梅龙瓜内，附近有一座机场。